# Art Statuto
Arthur John Statuto, mais conhecido como Art Statuto (17 de julho de 1925 - 2 de março de 2011), foi um jogador de futebol americano estadunidense, que jogou no Buffalo Bills e no Los Angeles Rams.